# 정아미 (배우)
정아미(한국 한자: 鄭娥煝, 본명: 정선자, 1964년 6월 5일 ~ )은 대한민국의 배우이다.

## 학력
- 경복비즈니스고등학교 (졸업)
- 서울예술전문대학 연극과 (졸업)

## 출연작

### 드라마
- 2025 Disney+ 오리지널 드라마 《트리거》 ... 목사 사모 역
- 2023 MBC 금토드라마 《조선 변호사》 ...  박 여인 역
- 2023 MBC 금토드라마 《꼭두의 계절》 ... 장미순 역
- 2022 쿠팡플레이 오리지널 드라마 《유니콘》
- 2022 TV조선 토요드라마 《마녀는 살아있다》... 곽혜경 역
- 2021 SBS 금요드라마 《펜트하우스 3》... 송 회장 역
- 2021 SBS 금토드라마 《펜트하우스 2》... 송 회장 역
- 2020 SBS 월화드라마 《펜트하우스 》... 송 회장 역
- 2020 SBS 금토드라마 《하이에나》 ... 고이만의 어머니 역
- 2020 tvN 목요드라마 《슬기로운 의사생활》 … 심 의원 부인 역
- 2019 JTBC 금토드라마 《멜로가 체질》... 특별출연
- 2018 KBS2 아침드라마 《차달래 부인의 사랑》 ... 박하린 역
- 2018 tvN 수목드라마 《아는 와이프》
- 2018 MBC 주말 드라마 《부잣집 아들》
- 2018 SBS 주말특별기획 드라마 《착한마녀전》 ... 다도장인 역
- 2018 MBN 수요 드라마 《연남동 539》 ... 정아미 주부회원 역
- 2017 OCN 트일드라마 《블랙》 ... 호프집 여사장 역
- 2017 KBS2 주말드라마 《황금빛 내 인생》 ... 손여사 역
- 2017 SBS 주말특별기획 드라마 《언니는 살아있다》 ... 여회장 역
- 2017 tvN 수목 드라마 《크리미널 마인드》 ... 김현준 모 역
- 2017 MBC 일일드라마 《돌아온 복단지》 ... 여판사 역
- 2017 KBS2 월화드라마 《쌈 마이웨이》 ... 천가네 사장 역
- 2017 MBC 수목드라마 《군주 - 가면의 주인》 ... 한상궁 역
- 2016 SBS 아침드라마 《사랑이 오네요》 ... 장미자 교수 역
- 2016 MBC 일일드라마 《다시 시작해》 ... 원장부인 역
- 2016 MBC 주말드라마 《가화만사성》 ... 예절강사 역
- 2015 KBS2 수목드라마 《어셈블리》 ... 박최고 역
- 2015 KBS2 주말드라마 《파랑새의 집》 ... 박회장 사모 역
- 2015 SBS 월화드라마 《미세스 캅》 ... 세영 모 역
- 2015 KBS2 일일드라마 《결혼 이야기》 ... 동하 엄마 역
- 2008 MBC 수목드라마 《베토벤 바이러스》 ... 김갑용 며느리 역
- 1996 SBS 주말특별기획 드라마 《임꺽정》 ... 주모 역

### 영화
- 2023 《그대 어이가리》 ... 연희 역
- 2022 《카시오페아》 ... 준일 모 역(특별출연)
- 2021 《밤빛》... 희태 누나 역
- 2019 《광대들: 풍문조작단》...귀부인 역(특별출연)
- 2019 《귀신의 향기》 ... 동석 모 역
- 2018 《신과함께: 인과 연》 ... 강문직부인 역
- 2017 《해빙》 ... 배정자 역
- 2016 《불청객 - 반가운 손님》 ... 지훈 엄마 역
- 2016 《연애담》 ... 지수 엄마 역
- 2016 《커터》 ... 세준 모 역
- 2015 《늙은 자전거》 ... 순대집 아줌마 역
- 2015 《순수의 시대》 ... 가희모 역
- 2013 《용의자》 ... 김요한목사 부인 역
- 2012 《댄싱퀸》 ... 필제부인 역
- 2011 《나는 아빠다》 ... 집주인 역
- 2010 《오늘》 ... 소피아 역

### 연극
- 2024《길》...할머니1 역
- 2023《숲》...뤼스 역
- 2023《누란누란》...선 교수 역
- 2022《장미를 삼키다》...김서린 역
- 2021《부조리 부부》...아내 역
- 2020《불편한 너와의 사정거리》...구동희 역
- 2019 《현혹》...정현주 역
- 2019 《나의 강변북로》...이린아 역
- 2019 《우리동네 을분씨》...을분씨 역
- 2019 《이석영의 바람의 노래》... 네레이션
- 2018 《고린내》... 정아수 역
- 2018 《여자만세2》 ... 홍마님 역
- 2017 《원맨쇼》 ... 엄마 역
- 2017 《집나간 아빠》 ... 수림 모 역
- 2017 《이구아나》 ... 명부장 역
- 2016 《비껴치기》 ... 정선미 역
- 2016 《챠이카》 ... 아르까지나 역
- 2014 《마요네즈》 ... 엄마 역
- 2014 《사라와 제니퍼》 ... 배여사 역
- 2013 《베드룸 파스》 ... 델리아 역
- 2012 《생사계》 ... 여인 역
- 2011 《로베르토 쥬코》 ... 우아한 부인 역
- 2011 《상계동 덕분이》 ... 덕분이 역
- 2010 《딸들 자유연애를 구가하다》 ... 안여사 역
- 2010 《굿닥터》 ... 1인 3역 역
- 2009 《미아모르》 ... 할머니 역
- 2008 《블라인드》 ... 엘레나 역
- 2008 《적빈》 ... 매촌댁 역

## 수상
- 2023 대한민국 한류대상 수상
- 2022 4회 태상연극상 수상
- 2022 42회 오대륙국제영화제 여우주연상 수상
- 2022 리치먼드 국제영화제 여우조연상 수상
- 2021 제6회 한국여성연극협회 올빛상 수상
- 2019 제19회 월드2인극페스티벌 연기상 수상
- 2019 제19회 포항바다국제연극제 최우수연기상 수상
- 2008 한국연극배우협회 올해의 배우상 수상
- 2008 제20회 거창국제연극제 연기대상 수상
- 1982 전국청소년연극경연대회최우수연기상 수상